# Duddon and Burton
Duddon and Burton är en civil parish i Cheshire West and Chester i Cheshire i England. Det inkluderar Duddon och Burton. Skapad, 1 april 2015 omdöpt, 1 juli 2017 (till Duddon and Burton).